# Веселий (Адигея)
Веселий (рос. Весёлый; адиг. ЧэфыпІ) — хутір Шовгеновського району Адигеї Росії. Входить до складу Заревського сільського поселення.
Населення — 276 осіб (2015 рік).